# Katova skala
Katova skála (slovensky Katova skala) je přírodní rezervace v katastrálním území obce Sklabinský Podzámok v okrese Martin v Žilinském kraji na Slovensku. Území bylo vyhlášeno v roce 1982 a jeho rozloha je 46,69 hektaru. Předmětem ochrany je geomorfologicky hodnotného skalního komplexu s krasovými jevy a zachovalými společenstvy rostlin a živočichů.